# Eleccions federals suïsses de 1979
Les eleccions federals suïsses de 1979 se celebraren el 21 d'octubre de 1979 per a renovar els 200 membres del Consell Nacional de Suïssa i els 46 membres del Consell dels Estats de Suïssa que escolliran els 21 membres del Consell Federal de Suïssa. El partit més votat fou el Partit Socialdemòcrata, però va obtenir el mateix nombre d'escons que el Partit Radical Democràtic.

## Resultats electorals

### Consell Nacional de Suïssa
Resultat de les eleccions al Consell Nacional de Suïssa de 21 d'octubre de 1979
| Partits                                                           | Partits                              | Abr.        | Vots      | %    | +/–   | Escons | +/– |
| ----------------------------------------------------------------- | ------------------------------------ | ----------- | --------- | ---- | ----- | ------ | --- |
|                                                                   | Partit Socialdemòcrata de Suïssa     | SPS/PSS     | 443.794   | 24,4 | -0,5% | 51     | -4  |
|                                                                   | Partit Radical Democràtic de Suïssa  | FDP/PLR     | 436.506   | 24,0 | -1,8% | 51     | -4  |
|                                                                   | Partit Popular Democristià de Suïssa | CVP/PDC     | 387.423   | 21,3 | -0,2% | 44     | -2  |
|                                                                   | Partit Popular Suís                  | SVP/UDC     | 210.425   | 11,6 | -1,7% | 23     | +2  |
|                                                                   | Aliança dels Independents            | LdU         | 73.895    | 4,1  | -2%   | 8      | -3  |
|                                                                   | Partit Liberal de Suïssa             | LPS/PLS     | 50.615    | 2,8  | +0,4% | 8      | -2  |
|                                                                   | Partit Evangèlic Popular             | EVP/PEV     | 40.318    | 2,2  | -0,2% | 3      | ±0  |
|                                                                   | Partit del Treball                   | PdA/PST-POP | 37.657    | 2,1  | -0,3% | 3      | -1  |
|                                                                   | Organitzacions Progressistes Suïsses | POCH        | 30.889    | 1,7  | +0,7% | 2      | +2  |
|                                                                   | Acció Nacional                       | NA/AN       | 23.983    | 1,3  | -1,2% | 2      | ±0  |
|                                                                   | Els Verds                            | GPS/PES     | 11.476    | 0,6  | -     | 1      | -   |
|                                                                   | Els Republicans                      | Rep         | 11.411    | 0,6  | -2,4% | 1      | -3  |
|                                                                   | Partit Socialista Autònom            | PSA         | 8.106     | 0,4  | +0,1% | 1      | ±0  |
|                                                                   | Unió Democràtica Federal             | EDU/UDF     | 4.568     | 0,3  | ±0%   | 0      | ±0  |
|                                                                   | Alternativa Verda i Feminista        | FGA/AVF     | 3.194     | 0,2  | -     | 0      | -   |
|                                                                   | Altres                               |             | 42.421    | 2,3  |       | 2      |     |
| Total (participació 48,1%)                                        | Total (participació 48,1%)           |             | 1.833.205 |      |       |        | 200 |
| Font: http://www.wahlen.ch/ Arxivat 2021-02-28 a Wayback Machine. |                                      |             |           |      |       |        |     |